# Parkermavella sinica
Parkermavella sinica är en mossdjursart som först beskrevs av Liu 200.  Parkermavella sinica ingår i släktet Parkermavella och familjen Bitectiporidae. Inga underarter finns listade i Catalogue of Life.